# Lahisjyn
Lahisjyn (vitryska: Лагішын) är en köping i Vitryssland.   Den ligger i voblasten Brests voblast, i den sydvästra delen av landet, 200 km sydväst om huvudstaden Horad Mіnsk. Lahisjyn ligger 171 meter över havet och antalet invånare är 2 022.

## Natur
Terrängen runt Lahisjyn är huvudsakligen mycket platt. Lahisjyn ligger uppe på en höjd. Trakten är glest befolkad. Lahisjyn är det största samhället i trakten.